# Mei Yaochen
Dans ce nom, le nom de famille, Mei, précède le nom personnel Yaochen.
Mei Yaochen (chinois simplifié : 梅尧臣 ; chinois traditionnel : 梅堯臣 ; pinyin : Méi Yáochén ; Wade : Mei Yao-ch'en) (1002–1060) est un poète chinois de la dynastie Song. Il est un des pionniers du style "nouveau subjectif" qui caractérise la poésie Song.
Mei Yaochen est né à Xuancheng dans la province du Anhui. Son prénom social est 'Sheng Yu' (圣俞). Il passe avec succès les examens impériaux en 1051 et entame une carrière dans la fonction publique. Mais cette carrière ne sera pas couronnée de succès. Il devient un poète prolifique avec pas moins de 3 000 travaux.
La plupart de ses poèmes sont écrits en style shi, mais sont bien plus libres en contenu que ceux de la dynastie Tang. Sa réponse à l'impossibilité de surpasser les poètes Tang est de transformer son manque d'ambition en vertu. Ses premiers vers sont souvent critiques envers la société, préconisant des réformes suivant les pensées du néoconfucianisme. Plus tard, il change de registre en décrivant la vie ordinaire et met en vers le deuil de la mort de sa première femme et de plusieurs de ses enfants.